# Боваризм
Боваризм (від фр. bovarysme) або синдром мадам Боварі — стан хронічної незадоволеності людини (особливо в емоційній або любовній сфері), породжений контрастом між її ілюзіями і прагненнями (часто непропорційними власним можливостям і реальності), що зазвичай її розчаровує.

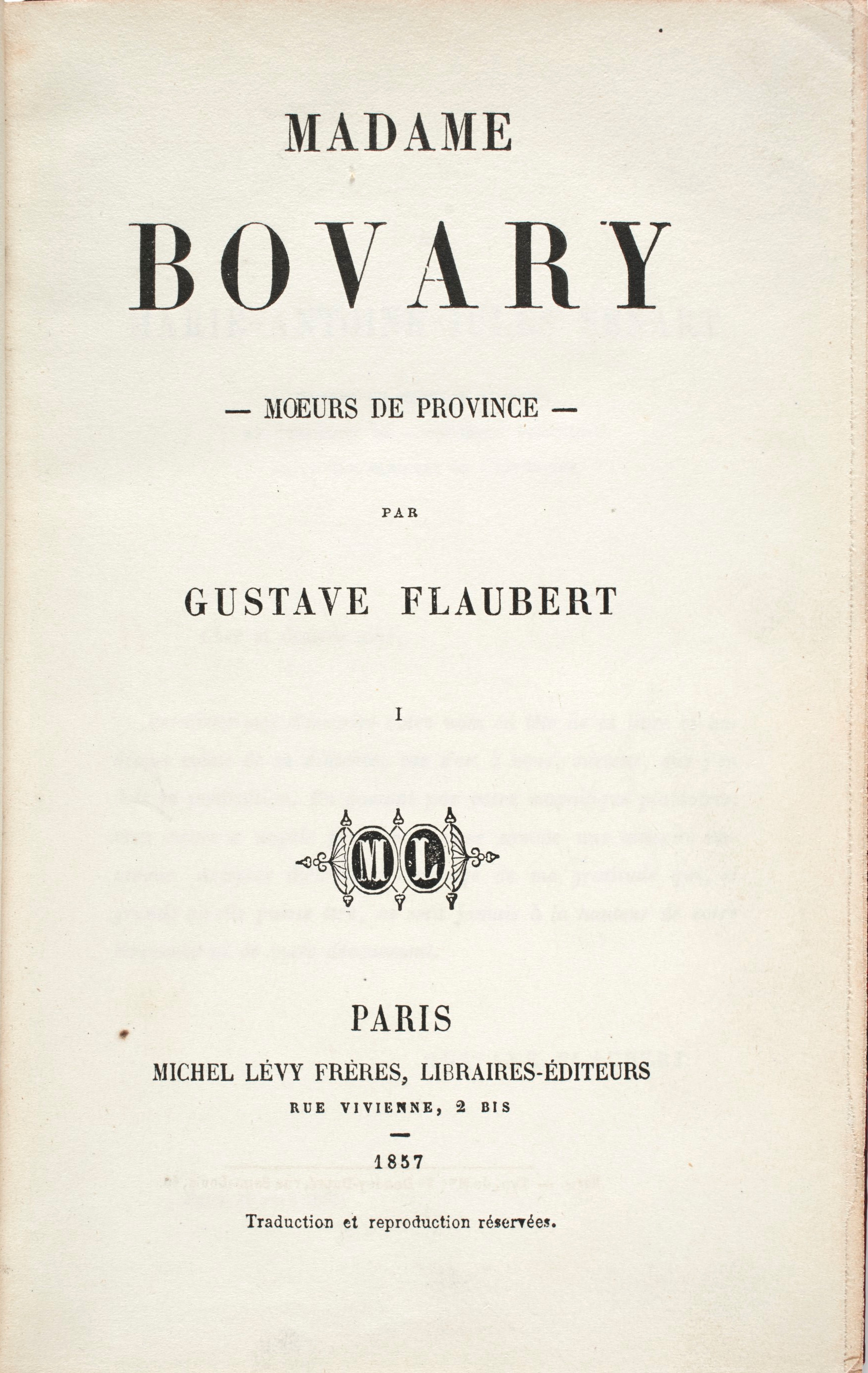
Обкладинка першого видання «Мадам Боварі». Mœurs de province (Леві, Париж, 1857).

Термін вперше використав французький філософ Жюль де Готьє у своєму дослідженні Le Bovarysme, la psychologie dans l'œuvre de Flaubert (Боваризм, психологія у творчості Флобера, 1892), у якому він посилається на роман Гюстава Флобера «Мадам Боварі», зокрема на постать його героїні Емми Боварі, яка стала прототипом подружньої невдоволеності. Термін «боваризм» порівняно часто використовується в есеїстиці літературних та інших видах творів. Він також трапляється в психологічних словниках.
Так само це центральна тема дослідження, опублікованого литовською літературною дослідницею Біруте Ціпліяускайте, «Невдоволена жінка: перелюб у реалістичному романі» (Мадрид, Edhasa, 1984), есе, присвячене вивченню боварізму у великих майстрів західного літературного реалізму, серед яких такі автори, як француз Гюстав Флобер, росіянин Леон Толстой, іспанці Беніто Перес Гальдос і Леопольдо Алас, німець Теодор Фонтане, португалець Хосе Марія Еса де Кейрос, американець Генрі Джеймс і норвежець Генрік Ібсен.

## Визначення

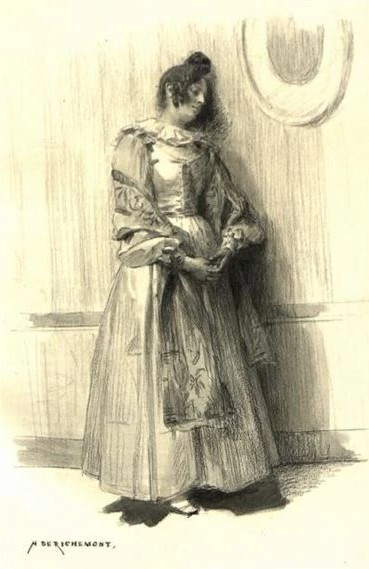
Ілюстрація Емми Боварі, зроблена Альфредом де Рішемонтом для видання роману «Мадам Боварі» 1905 року (Париж, А. та Ф. Ферру)

Гюстав Флобер представляє у своєму романі молоду жінку, яка в молодості багато читала, особливо романтичні твори. Однак її подружнє життя не відповідає її мріям, а приносить їй лише розчарування, а її чоловік, Шарль Боварі, був просто чесною середньостатистичною людиною. Її зустрічі з Родольфом Буланже, сільським джентльменом, і Леоном Дюпюї, стереотипом романтичного юнака, з яким вона заведе роман, також закінчуються невдачею. Насправді вони лише бліді копії героїв романів, з якими вона мріє зустрітися. Родольф — педантичний і боягузливий замінник аристократа . Що стосується Леона, то якщо спочатку він любив Емму, як у романтиків зі страхом і повагою, то кінцівка показує, що їхні стосунки не були засновані на пристрасті. Крім того, Леон занадто молодий, щоб бути ідеальним чоловіком у романах Емми. Зрештою, розчарування Емми своїм життям призводить її до самогубства.
Боваризм — це стан незадоволеності на емоційному та соціальному рівні, який зустрічається, зокрема, у деяких невротичних молодих людей, і який перетворюється на марні та надмірні амбіції, втечу до уяви та романтизму.
Хвороба, якою страждає героїня роману Флобера Емма Боварі, яка полягає в тому, що вона вибудовує своє бачення світу з читання романів. Нездатність романтичних всесвітів служити моделями для реального світу призводить до серії розчарувань.

У більш загальному плані боваризм можна розглядати як «владу, дану людині, уявляти себе іншим, ніж те, ким вона є». У цьому сенсі героїня Флобера ближча до героя іспанського письменника Мігеля де Сервантеса Дон Кіхота, оскільки в обох випадках герої зазнають розчарування у своїх ілюзіях.